# Circumvesuviana
Circumvesuviana – włoskie przedsiębiorstwo kolejowe obsługujące południowo-wschodnią część neapolitańskiego obszaru metropolitalnego. Na sieci o łącznej długości 148 km funkcjonuje 6 linii (5 linii + 1 odnoga) oraz 93 stacji, a średnia odległość pomiędzy nimi wynosi 1,5 km. System zasilany prądem elektrycznym 1500 V z linii napowietrznych wykorzystuje szyny o rozstawie 950 mm i jest oddzielony od innych linii kolejowych.
Circumvesuviana operuje na terenie zamieszkanym przez ponad 2 miliony ludzi, w 47 gminach, w tym Scafati, San Valentino Torio i Sarno w prowincji Salerno oraz Avella i Baiano w prowincji Avellino. Sieć kształtuje tamtejsze szlaki handlowe oraz obsługuje ważne kierunki turystyczne, np. Pompeje i Herkulanum.
Wszystkie linie rozpoczynają bieg w stacji czołowej Napoli Porta Nolana, następnie przejeżdżają przez Napoli Garibaldi i rozgałęziają w 5 linii w różnych kierunkach. Podróż najdłuższą trasą do Sorrento, o długości 47 km, zajmuje około 1 godziny.
W latach 1884–1885 belgijska firma Chemin de fer Naples-Nola-Baiano et extensions z Brukseli wybudowała wąskotorową linię kolejową relacji Neapol – Nola – Baiano. Jednak narodziny faktycznej Circumvesuviany datuje się na 18 listopada 1890, gdy neapolitańska spółka Società Anonima Ferrovia Napoli Ottaviano zainaugurowała linię z Neapolu do Ottaviano. 27 grudnia 2012 przedsiębiorstwo zostało przejęte przez Ente Autonomo Volturno.

## Linie
| Linia                                | Otwarcie | Długość | Liczba stacji | Trasa                                                     | Przystanki | Czas podróży |
| ------------------------------------ | -------- | ------- | ------------- | --------------------------------------------------------- | ---------- | ------------ |
| Neapol – Nola – Baiano               | 1885     | 38 km   | 28            | Porta Nolana – Nola – Baiano                              | 28         | 59 min.      |
| Neapol – Ottaviano – Sarno           | 1891     | 38 km   | 25            | Porta Nolana – Ottaviano – Sarno                          | 25         | 65 min.      |
| Neapol – Pompeje – Poggiomarino      | 1904     | 35 km   | 28            | Porta Nolana – Torre Annunziata – Poggiomarino            | 28         | 57 min.      |
| Neapol – Torre Annunziata – Sorrento | 1932     | 47 km   | 35            | Porta Nolana – Torre Annunziata – Sorrento                | 35         | 68 min.      |
| Botteghelle – San Giorgio a Cremano  | 2001     | 8 km    | 7             | Porta Nolana – Centro Direzionale – San Giorgio a Cremano | 11         | 15 min.      |
| Odnoga Pomigliano d'Arco – Acerra    | 2005     | 3 km    | 4             | Porta Nolana – Pomigliano d'Arco – Acerra                 | 16         | 28 min.      |

## Tabor

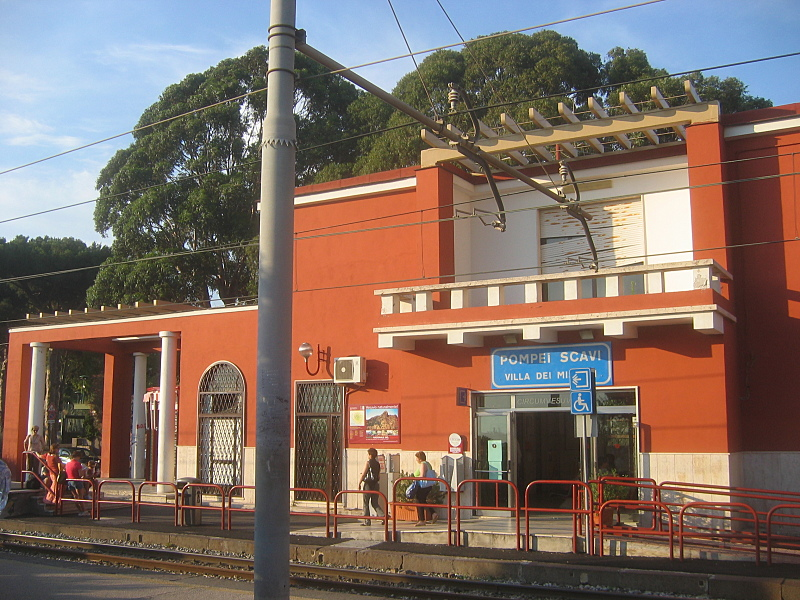
Pompei Scavi obsługuje główne wejście do Pompejów

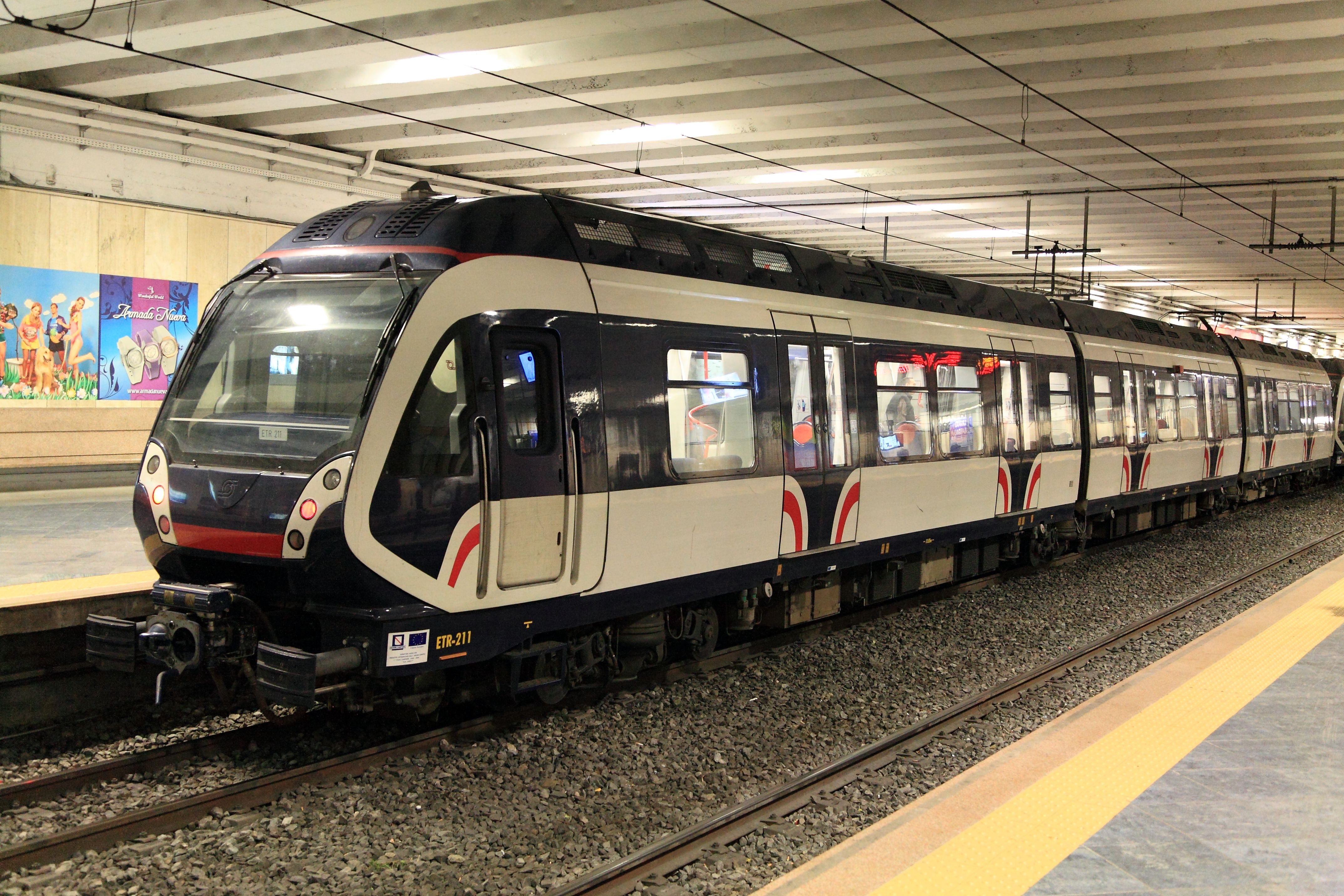
ETR 211 „Metrostar”

Sieć jest obsługiwana przez dwa typy pociągów, obydwa zasilane elektrycznie. FE220 oraz ETR211 „Metrostar” są zasilane za pomocą sieci trakcyjnej, a silniki potrafią wygenerować nawet 500 kW mocy. FE220 są zazwyczaj łączone w składy po dwa lub trzy pociągi.
26 elektrycznych zespołów trakcyjnych ETR211 „Metrostar” było wprowadzonych do ruchu pomiędzy listopadem 2008 i wrześniem 2009. Zostały zaprojektowane przez Pininfarina, a wyprodukowane przez konsorcjum Firema i AnsaldoBreda. Każdy z nich jest w stanie pomieścić 450 pasażerów. Składy te są głównie używane na ekspresowych liniach, podczas gdy FE220 obsługuje tańsze, zatrzymujące się na każdej stacji kursy, które są zazwyczaj bardziej oblegane.